# جورجو تشيليانا
جورجو تشيليانا (بالإيطالية: Giorgio Cigliana)‏ هو قائد عسكري إيطالي. تولى حكم طرابلس الغرب لفترة قصيرة عام 1914. وكان قد شارك في الحرب التركية الإيطالية.
في بدء الحرب العالمية الأولى كان قائداً للفيلق الحادي عشر التابع للجيش الثالث الإيطالي